# Parafia św. Anny i św. Jana Chrzciciela w Końskich
Parafia Świętej Anny i Świętego Jana Chrzciciela w Końskich – rzymskokatolicka parafia w Końskich, należąca do dekanatu koneckiego w diecezji radomskiej.

## Historia
Parafia erygowana 5 listopada 1986 przez biskupa radomskiego Edwarda Materskiego. W latach 1994–1996 staraniem ks. Czesława Bieńka dokonano zmian w celu zwiększenia powierzchni użytkowej świątyni.

## Kościół parafialny
Kościół pod wezwaniem św. Anny i Jana Chrzciciela położony na cmentarzu grzebalnym na przedmieściu zwanym „Browary”, wzniesiony około 1770 r. przez Jana Fajgla, burgrabiego krakowskiego. Kościół jest jednonawowy, murowany z kamienia.

## Proboszczowie
- 1986–2003 – ks. Czesław Bieniek
- od 2003 – ks. Paweł Wlazło

## Zasięg parafii
Do parafii należą wierni z Końskich, mieszkający przy ulicach: Browarnej, Cichej, Działkowej, Folwarcznej, Górnej, Jasnej, Kościeliska, Krzywej, Nowej, Ogrodowej, Partyzantów (od ul. Browarnej), ks. Jerzego Popiełuszki, Rzecznej, Słonecznej, ks. Kazimierza Sykulskiego, Wschodniej, ks. kard. Stefana Wyszyńskiego, Źródlanej oraz z miejscowości: Izabelów i Stadnicka Wola.